# (8688) Delaunay
(8688) Delaunay  es un asteroide perteneciente al cinturón de asteroides, descubierto el 8 de agosto de 1992 por Eric Walter Elst desde el Observatorio de Caussols, en Francia.

## Designación y nombre
Delaunay se designó inicialmente como 1992 PV1.
Más adelante fue nombrado en honor al astrónomo y matemático francés Charles-Eugène Delaunay (1816-1872).

## Características orbitales
Delaunay orbita a una distancia media del Sol de 2,2721 ua, pudiendo acercarse hasta 1,8763 ua y alejarse hasta 2,6679 ua. Tiene una excentricidad de 0,1741 y una inclinación orbital de 4,4462° grados. Emplea en completar una órbita alrededor del Sol 1251 días.

## Características físicas
Su magnitud absoluta es 14,2.